# Villanueva de San Juan
Villanueva de San Juan ist eine Gemeinde und ein Dorf in der Provinz Sevilla in Spanien mit 1.002 Einwohnern (Stand: 2024). Sie liegt in der Comarca Sierra Sud in Andalusien.

## Geografie
Villanueva de San Juan liegt im südlichen Teil der Provinz Sevilla. Die Gemeinde grenzt an Algámitas, Morón de la Frontera, Osuna, Pruna, La Puebla de Cazalla und El Saucejo.

## Geschichte
Die Besiedelung geht auf die Altsteinzeit zurück und auch aus der Römerzeit gibt es Funde. Der Ortskern entstand vermutlich in der Zeit von Al-Andalus. Die Stadtgründung erfolgte im späten 15. Jahrhundert unter dem Namen Puebla de Villanueva. Die heutige Gemeinde wurde 1837 unabhängig und unterstand davor dem Herzog von Osuna.

## Sehenswürdigkeiten
- Kirche San Juan Bautista